# Karl Hanke
Karl August Hanke (Lauban, 24 agosto 1903 – Neudorf an der Popelka, 8 giugno 1945) è stato un generale e politico tedesco, quinto e ultimo Reichsführer delle SS.

## Biografia
Entrò nel neonato Partito nazista fin dalla prima ora e Hitler lo prese subito a ben volere. Fu eletto deputato del Partito nazista al Reichstag nel 1932. Quando i nazisti arrivarono al potere nel 1933, Hanke fu un membro chiave nell'apparato del Ministero della Propaganda di Joseph Goebbels durante gli anni del Terzo Reich e fu Vice Ministro della Propaganda nel 1938. Divenne Gauleiter (governatore) della Bassa Slesia dal 1940 al 1945.  Ufficiale della riserva della Wehrmacht, combatté nell'esercito tedesco dal 1940 al 1944, divenendo membro delle Allgemeine-SS.
Karl Hanke è però ricordato come ultimo Reichsführer-SS, in sostituzione di Heinrich Himmler dal 29 aprile 1945, dopo che questi era caduto in disgrazia agli occhi di Hitler negli ultimi convulsi giorni di guerra. Durante gli ultimi mesi di guerra ricevette l'ordine di preparare un'inutile difesa di Breslavia contro i Sovietici. Hanke ricevette la notizia di questa sua promozione il 5 maggio 1945, ma il giorno seguente scelse di fuggire in aereo in Cecoslovacchia.
Indossata un'uniforme da soldato semplice delle SS, fu catturato assieme ad alcuni commilitoni dai partigiani ed internato in un campo di prigionia per militari di basso rango. Durante un trasferimento, Hanke assieme ad altri due prigionieri, tentò la fuga l'8 giugno 1945, ma fu immediatamente raggiunto e ucciso a colpi di calci di fucili dai suoi carcerieri che fino alla fine ne ignorarono la vera identità.